# Gorno-Altajsk
Gorno-Altajsk är huvudstad och största stad i Altajrepubliken, Ryssland. Folkmängden uppgår till cirka 60 000 invånare.
Fram till 1932 hette staden Ulala.